# Republic Express Airlines
Republic Express Airlines, também conhecida como RPX Airlines, é uma companhia aérea de carga com sede em Jacarta, Indonésia. Opera serviços de carga doméstica e regional.

## História
A companhia aérea foi fundada em 2001 e iniciou suas operações em 17 de outubro de 2001. É propriedade integral do RPX Group. Desde 1985, RPX é licenciado na Indonésia para a Federal Express. 

## Frota
A frota da Republic Express Airlines consiste nas seguintes aeronaves (Dezembro de 2012):
| Aeronaves            | Total | Notas |
| -------------------- | ----- | ----- |
| Boeing 737-200C      | 3     |       |
| Boeing 777           | 2     |       |
| ATR 72-600           | 2     |       |
| Dassault Falcon 2000 | 1     |       |
| Total                | 8     |       |